# 九七式艦上攻擊機
九七式艦上攻擊機，略称为九七舰攻，是日本帝國海軍於1930年代後期開發的艦上攻擊機，由於日本海軍在開發中讓中島航空機以及三菱航空機兩家公司競標此機合約並且最後同時採用，因此此型飛機有兩種不同的規格存在，中島製編號B5N，三菱製編號B5M，但是一般提到此型機種大多是指產量比較大的中島製九七式艦上攻擊機，中島生產機型盟軍暱稱Kate，三菱生產機種暱稱Mabel。

## 開發
昭和10年（1935年）日本帝國海軍對三菱重工業以及中島飛機公司兩家飛行器製造商提出了十試艦上攻擊機之競標案。內容為要求設計出一架單螺旋槳三人座攻擊機，飛機必須在100公尺長的跑道上起飛，最高速度333公里／小時，必須在掛載800公斤魚雷的狀況下以250公里時速續航4小時，到1937年時軍方決定兩家公司的設計方案同時採用，中島設計稱為九七式一號艦上攻擊機，三菱設計稱為九七式二號艦上攻擊機，造成這種狀況的理由一般認為是當時測試中兩家公司機型在性能上沒有明顯差距，因此軍方希望藉由實戰測試決定兩者優劣。

### 九七式一號／三號艦上攻擊機
中島飛機公司接到企劃書後，以中村勝治為首的艦攻設計團隊引入了中島在兩年前開始引進的歐美先進飛機製造技術；包括了全金屬製主翼、密閉式座艙、油壓式可收納起落架、油壓式折疊機翼、使用可兩段切換的三葉可變螺距金屬螺旋槳，九七式艦攻也是日本第一架使用可收納式起落架及摺疊機翼的軍用機，還有是最遠航程在攜帶各種炸彈或魚雷時保持1,000至2,000公里，所以在該機的左右機翼內設置整體式燃料箱，才可以達到海軍要求最遠航程。除了機身設計外，發動機的選擇上中島原先預計使用「光」三型發動機，但是由於「光」系列發動機直徑過大（1.37公尺）、且出力有限（9汽缸、830匹馬力）使得原型機空氣阻力較大，設計不算相當理想；因此中島計畫將當時研發中的「榮」系列發動機（1.15公尺）安裝在新飛機上，但是由於時程問題因此一號機上安裝的仍然是「光」系列發動機。
九七式一號艦上攻擊機原型機於1935年底完工，1936年1月首次試飛，但首次試飛即因為起落架問題降落時機體重創大修，直到1936年12月才交付海軍與三菱公司機種進行測試，在經過3個月的測試後軍方仍然無法決定何者為優因此在昭和12年（1937年）12月決定同時採購兩家機種，中島當時得到了100架的訂單，量產機與原型機的差別主要在量產機採用人力摺疊機翼而非原型機的油壓式折疊機翼以降低機體複雜性。
在推出一號機型後，1939年中島將使用「榮」十一型發動機的九七式三號艦上攻擊機研發完成，代號B5N2，除了攻擊機型之外，中島另外設計一款將九七式的中間座位改造為操作裝置的教練機，此款衍生型稱為九七式1號教練機(B5N1-K)，總共生產30架。
除了中島之外，愛知飛機製造公司、廣島海軍工廠也代工製造此型飛機，至1941年停產前共計生產了1250架，其中半數為代工生產。

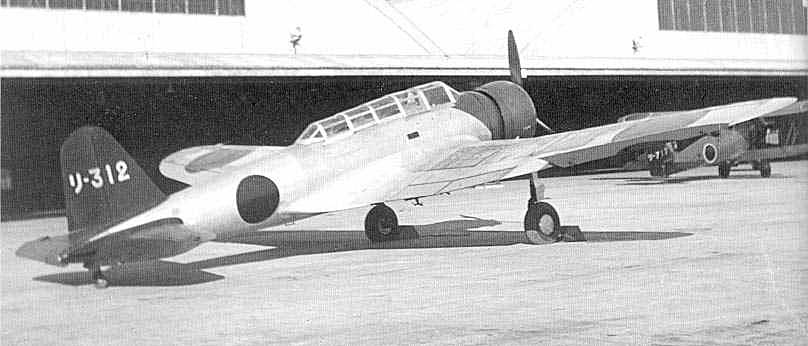
中島一一型（一号、B5N）

### 九七式二號艦上攻擊機
三菱重工接到企劃書後於1935年11月完成原型機，在外型上三菱與中島機種看起來其實十分相似，兩者使用的新技術也都差不多，但整體來說三菱的設計較為保守；外表最大的不同點在於三菱採用了固定式起落架，原型機的機翼摺疊方式為向後摺疊（中島設計為向上摺疊）。而雙方在發動機的採用上也是同樣狀況：三菱一開始使用的金星引擎出力不足因此在量產機上另外更換引擎，只是用了較大引擎的三菱九七式二號艦上攻擊機的速度略快，但是性能表現上兩家飛機在性能上的表現都差不多，飛行員對使用固定式起落架使得機體震動較少的三菱九七式評價略高，但三菱的主翼折疊油壓系統妥善率比中島要差，日本軍方決定兩家一起生產。
三菱在1937年開始生產，至1940年停產為止三菱生產了125架九七式二號機，主要用於巡邏及訓練任務，沒有推出改良型，日本海軍內編號更改稱｢九七式艦上攻撃機六一型｣。造成這種因素的主要原因是因為三菱將資源投入在新型陸上攻擊機上，對於艦上攻擊機的開發採取放置態度，而這批飛機主要部署在陸上基地而非航艦上運用，在此款攻擊機生產完畢後三菱完全退出艦上攻擊機設計生產。
| 正式名稱     | 九七式二號艦上攻擊機（註）                                                                                                 |
| 機體編號     | B5M1 |
| 全寬         | 15.3m（16.0公尺） |
| 全長         | 10.32m（10.3公尺） |
| 全高         | 4.24m |
| 主翼面積     | 39.64平方公尺（40.2平方公尺）                                                                                              |
| 機身空重     | 2,342公斤（2,200公斤） |
| 機身全備重量 | 4,000公斤（3,820公斤） |
| 發動機       | 三菱「金星」四三型星形複列14汽缸氣冷引擎，1075匹馬力（2000公尺狀態出力） 三菱「金星」三型星形複列14汽缸氣冷引擎，840匹馬力 |
| 最高速度     | 380公里／小時（2200公尺飛行高度） 352公里／小時（1510公尺飛行高度）                                                        |
| 爬升速率     | 3,000公尺7分5秒（另外有6分10秒的說法）                                                                                     |
| 升限         | 8,260公尺（6,520公尺） |
| 續航距離     | 2,322公里， |
| 武裝         | 機背7.7mm機槍x 1（彈箱彈藥92發，另有攜帶預備彈箱）                                                                         |
| 炸彈掛載     | 可選配800公斤炸彈1枚、250公斤炸彈2枚。或是一枚魚雷                                                                         |

注：括號數據為原型機表現

## 戰歷
九七艦攻前期型的實戰皆在中國戰場進行對地支援任務，改良後的三型首場實戰即為1941年的偷襲珍珠港作戰。此場戰役中日軍航空母艦共計派出了143架九七式三號艦攻（103架搭載由長門號使用的41公分艦砲穿甲彈改裝之九九式800公斤重磅穿甲彈，40架搭載可在淺海使用的改良型九一式魚雷），並對當時停泊的美軍艦隊擊中了36發魚雷（美軍資料23發），此戰作戰中損失了5架九七艦攻。
此後馬來亞戰役九七艦攻負擔部分對地支援任務，珊瑚海海戰時，日軍三艘航艦上（翔鶴、瑞鶴與祥鳳）共搭載76架九七艦攻，扣除開戰即被擊沉的祥鳳號搭載的12架，剩餘的64架對美軍艦隊發動攻擊，並成功的對列克星敦号航空母舰 (CV-2)擊中了2枚魚雷迫使其重創自沉，但此場作戰戰鬥損失了10架九七艦攻，而3艘航母皆受重創或擊沉，其艦載機大多損失殆盡。
中途島海戰時，日軍主力四艘航艦攜帶了93架九七艦攻，其中部分參予了空襲中途島任務，飛龍號搭載的10架九七艦攻在日軍航艦遭到擊沉後對美軍約克鎮號航空母艦發動空襲，此場空襲中約克鎮號遭到九七艦攻搭載的2枚魚雷擊中並重創傾斜，但所有的航艦撘載機皆在此戰役中損失。
瓜達爾卡納爾島戰役時，除了雙方制空權的爭奪以外攻擊機也負擔了沉重的對地支援任務，此場戰役中配備了70架以上的九七艦攻，但是到日軍撤出時已經沒有任何一架可以正常飛行。
在1944年後，九七艦攻的任務逐漸被天山艦上攻擊機取代，但是因為天山的重量太重無法在小型航艦上起降，因此九七艦攻仍然配發了18架在日軍輕型航艦上此後除了特攻作戰外九七艦攻另外裝備了磁氣探測器作為海上補給線護航用機。

## 外部連結
- http://www.geocities.co.jp/Bookend-Ohgai/3853/jnrs/jnrsC223d.htm（页面存档备份，存于）
- http://www1.mahoroba.ne.jp/~ple/kono51.html（页面存档备份，存于）